# Luxemburgs voetbalelftal in 1987
Het Luxemburgs voetbalelftal speelde in totaal zeven interlands in het jaar 1987, waaronder zes wedstrijden in de kwalificatiereeks voor de EK-eindronde 1988 in West-Duitsland. De nationale selectie stond onder leiding van bondscoach Paul Philipp, de opvolger van de in 1985 opgestapte Josy Kirchens. Vijf spelers kwamen in 1987 in alle zeven duels in actie, van de eerste tot en met de laatste minuut: John van Rijswijck, Marcel Bossi, Carlo Weis, Jean-Pierre Barboni en Robert Langers.

## Balans
| Wedstrijden | Wedstrijden | Wedstrijden | Wedstrijden | Doelpunten | Doelpunten | Doelpunten | Punten |
| Gespeeld    | Winst       | Gelijk      | Verlies     | Voor       | Tegen      | Saldo      | Punten |
| ----------- | ----------- | ----------- | ----------- | ---------- | ---------- | ---------- | ------ |
| 7           | 0           | 1           | 6           | 2          | 16         | –14        | 0.143  |

## Interlands
|                                                             |                    |       |                                                                        |                                                                                      |
| 30 april EK-kwalificatie № 361 «onderlinge duels» 19:30 uur | Luxemburg          | 1 – 4 | Bulgarije                                                              | Neie Stadion, Luxemburg Toeschouwers: 1.950 Scheidsrechter: Gudmund Haraldsson (ISL) |
| 30 april EK-kwalificatie № 361 «onderlinge duels» 19:30 uur | Robert Langers 59' |       | 49' Anyo Sadkov 55' Nasko Sirakov 62' Latchezar Tanev 82' Hristo Kolev | Neie Stadion, Luxemburg Toeschouwers: 1.950 Scheidsrechter: Gudmund Haraldsson (ISL) |

|                                                           |                                                               |       |           |                                                                                        |
| 20 mei EK-kwalificatie № 362 «onderlinge duels» 18:00 uur | Bulgarije                                                     | 3 – 0 | Luxemburg | Vasil Levski Stadion, Sofia Toeschouwers: 35.000 Scheidsrechter: Ion Craciunescu (ROM) |
| 20 mei EK-kwalificatie № 362 «onderlinge duels» 18:00 uur | Nasko Sirakov 35' Georgi Jordanov 41' (pen.) Hristo Kolev 57' |       |           | Vasil Levski Stadion, Sofia Toeschouwers: 35.000 Scheidsrechter: Ion Craciunescu (ROM) |

|                                                           |           |                                   |         |                                                                                 |
| 28 mei EK-kwalificatie № 363 «onderlinge duels» 19:30 uur | Luxemburg | 0 – 2                             | Ierland | Neie Stadion, Luxemburg Toeschouwers: 4.290 Scheidsrechter: Renzo Peduzzi (SUI) |
| 28 mei EK-kwalificatie № 363 «onderlinge duels» 19:30 uur |           | 44' Tony Galvin 64' Ronnie Whelan |         | Neie Stadion, Luxemburg Toeschouwers: 4.290 Scheidsrechter: Renzo Peduzzi (SUI) |

|                                                                |                                      |       |                  |                                                                                |
| 9 september EK-kwalificatie № 364 «onderlinge duels» 17:30 uur | Ierland                              | 2 – 1 | Luxemburg        | Lansdowne Road, Dublin Toeschouwers: 18.000 Scheidsrechter: Keith Cooper (WAL) |
| 9 september EK-kwalificatie № 364 «onderlinge duels» 17:30 uur | Frank Stapleton 31' Paul McGrath 74' |       | 28' Armin Krings | Lansdowne Road, Dublin Toeschouwers: 18.000 Scheidsrechter: Keith Cooper (WAL) |

|                                                         |                                                     |       |           |                                                                                            |
| 23 september Vriendschappelijk № 365 «onderlinge duels» | Spanje                                              | 2 – 0 | Luxemburg | Nou Castalia, Castellón de la Plana Toeschouwers: 22.000 Scheidsrechter: João Guedes (POR) |
| 23 september Vriendschappelijk № 365 «onderlinge duels» | Francisco Carrasco 27' (pen.) Emilio Butragueño 65' |       |           | Nou Castalia, Castellón de la Plana Toeschouwers: 22.000 Scheidsrechter: João Guedes (POR) |

|                                                                |                                                    |       |           |                                                                            |
| 11 november EK-kwalificatie № 366 «onderlinge duels» 15:00 uur | België                                             | 3 – 0 | Luxemburg | Astridpark, Brussel Toeschouwers: 15.000 Scheidsrechter: Egil Nervik (NOR) |
| 11 november EK-kwalificatie № 366 «onderlinge duels» 15:00 uur | Jan Ceulemans 17' Marc Degryse 55' Peter Creve 81' |       |           | Astridpark, Brussel Toeschouwers: 15.000 Scheidsrechter: Egil Nervik (NOR) |

|                                                               |           |       |           |                                                                                                  |
| 2 december EK-kwalificatie № 367 «onderlinge duels» 19:15 uur | Luxemburg | 0 – 0 | Schotland | Stade de la Frontière, Esch-sur-Alzette Toeschouwers: 2.000 Scheidsrechter: Manfred Neuner (FRG) |
| 2 december EK-kwalificatie № 367 «onderlinge duels» 19:15 uur |           |       |           | Stade de la Frontière, Esch-sur-Alzette Toeschouwers: 2.000 Scheidsrechter: Manfred Neuner (FRG) |

## Statistieken
| John van Rijswijck  | 1962-01-16 | Jeunesse Esch        | 7 | 0 | 0 | 24 | 0 |
| Verdediging         |            |                      |   |   |   |    |   |
| Marcel Bossi        | 1960-01-14 | Progrès Niedercorn   | 7 | 0 | 0 | 38 | 0 |
| Carlo Weis          | 1958-12-04 | Spora Luxembourg     | 7 | 0 | 0 | 47 | 0 |
| Laurent Schonckert  | 1958-02-25 | Union Luxembourg     | 6 | 0 | 0 | 18 | 0 |
| Hubert Meunier      | 1959-12-14 | Avenir Beggen        | 4 | 1 | 0 | 49 | 0 |
| Pierre Petry        | 1961-07-13 | Progrès Niedercorn   | 3 | 0 | 0 | 7  | 0 |
| Gilbert Dresch      | 1954-09-14 | Avenir Beggen        | 1 | 1 | 0 | 64 | 1 |
| Middenveld          |            |                      |   |   |   |    |   |
| Jean-Pierre Barboni | 1958-09-06 | Jeunesse Esch        | 7 | 0 | 0 | 25 | 0 |
| Guy Hellers         | 1964-10-10 | Standard Luik        | 5 | 0 | 0 | 22 | 0 |
| Théo Malget         | 1961-03-02 | Avenir Beggen        | 5 | 0 | 0 | 25 | 1 |
| Jean-Paul Girres    | 1961-01-06 | Avenir Beggen        | 4 | 1 | 0 | 39 | 0 |
| Théo Scholten       | 1963-01-04 | Jeunesse Esch        | 4 | 0 | 0 | 12 | 0 |
| Gérard Jeitz        | 1961-03-10 | Spora Luxembourg     | 3 | 4 | 0 | 11 | 0 |
| Marc Thomé          | 1963-11-04 | Red Boys Differdange | 0 | 3 | 0 | 5  | 0 |
| Jeff Saibene        | 1968-09-13 | Standard Luik        | 0 | 2 | 0 | 4  | 0 |
| Claude Mangen       | 1963-09-21 | Swift Hesperange     | 0 | 1 | 0 | 2  | 0 |
| Aanval              |            |                      |   |   |   |    |   |
| Robert Langers      | 1960-08-01 | En Avant Guingamp    | 7 | 0 | 1 | 31 | 3 |
| Jeannot Reiter      | 1958-10-14 | Spora Luxembourg     | 5 | 0 | 0 | 46 | 5 |
| Armin Krings        | 1962-11-22 | Avenir Beggen        | 2 | 1 | 1 | 3  | 1 |
| Patrick Juchem      | 1964-06-23 | Spora Luxembourg     | 0 | 1 | 0 | 4  | 0 |

FLF · A-internationals · Bondscoaches · Statistieken · Luxemburgs vrouwenelftal · Luxemburg U21 · Luxemburg U19 · Luxemburg U18 · Luxemburg U17 · Luxemburg U16
1911 – 1919 ·
1920 – 1929 ·
1930 – 1939 ·
1940 – 1949 ·
1950 – 1959 ·
1960 – 1969 ·
1970 – 1979 ·
1980 – 1989 ·
1990 – 1999 ·
2000 – 2009 ·
2010 – 2019 ·
2020 − 2029
OS 1920 · 
OS 1924 · 
OS 1928 · 
OS 1936 · 
OS 1948 · 
OS 1952
1911 · 
1912 · 
1913 · 
1914 · 
1915 · 1916 · 1917 · 1918 · 1919 · 
1920 · 
1921 · 1922 · 1923 · 
1924 · 
1925 · 1926 · 
1927 · 
1928 · 
1929 · 1930 · 1931 · 1932 · 1933 · 
1934 · 
1935 · 
1936 · 
1937 · 
1938 · 
1939 · 
1940 · 
1941 · 1942 · 1943 · 1944 · 
1945 · 
1946 · 
1947 · 
1948 · 
1949 · 
1950 · 
1952 · 
1952 · 
1953 · 
1954 · 
1955 · 
1956 · 
1957 · 
1958 · 
1959 · 
1960 · 
1961 · 
1962 · 
1963 · 
1964 · 
1965 · 
1966 · 
1967 · 
1968 · 
1969 · 
1970 · 
1971 · 
1972 · 
1973 · 
1974 · 
1975 · 
1976 · 
1977 · 
1978 · 
1979 · 
1980 · 
1981 · 
1982 · 
1983 · 
1984 · 
1985 · 
1986 · 
1987 · 
1988 · 
1989 · 
1990 · 
1991 · 
1992 · 
1993 · 
1994 · 
1995 · 
1996 · 
1997 · 
1998 · 
1999 · 
2000 · 
2001 · 
2002 · 
2003 · 
2004 · 
2005 · 
2006 · 
2007 · 
2008 · 
2009 · 
2010 · 
2011 · 
2012 · 
2013 · 
2014 · 
2015 ·
2016 ·
2017 ·
2018 ·
2019 ·
2020 ·
2021
Afghanistan ·
Albanië ·
Algerije ·
Armenië ·
Azerbeidzjan ·
België ·
Bosnië en Herzegovina ·
Brazilië ·
Bulgarije ·
Canada ·
Cyprus ·
DDR ·
Denemarken ·
(West-)Duitsland ·
Egypte ·
Engeland ·
Estland ·
Faeröer ·
Finland ·
Frankrijk ·
Gambia ·
Georgië ·
Griekenland ·
Hongarije ·
Ierland ·
IJsland ·
Israël ·
Italië ·
Japan ·
Joegoslavië ·
Kaapverdië ·
Kameroen ·
Kazachstan ·
Letland ·
Liechtenstein ·
Litouwen ·
Madagaskar ·
Malta ·
Marokko ·
Mexico ·
Moldavië ·
Montenegro ·
Myanmar ·
Nederland ·
Nigeria ·
Noord-Ierland ·
Noord-Macedonië ·
Noorwegen ·
Oekraïne ·
Oostenrijk ·
Polen ·
Portugal ·
Qatar ·
Roemenië ·
Rusland ·
San Marino ·
Saoedi-Arabië ·
Schotland ·
Senegal ·
Servië ·
Servië en Montenegro ·
Slovenië ·
Slowakije ·
Sovjet-Unie ·
Spanje ·
Thailand ·
Togo ·
Tsjechië ·
Tsjecho-Slowakije ·
Turkije ·
Uruguay ·
Verenigde Staten ·
Wales ·
Wit-Rusland ·
Zuid-Korea ·
Zweden ·
Zwitserland